# Henry Albert Wilhelm Benz
Henrij Albert Wilhelm Benz (Rotterdam, 15 maart 1889 – 12 maart 1962) was een Nederlands grootondernemer en diplomaat in Suriname. 

## Biografie
Benz was mede-eigenaar van de West-Indische Handelscompagnie, voorheen ter Laag. In 1925 wordt voor het eerst de toevoeging 'Benz & Co.' gebruikt.. Hij was eveneens mede-eigenaar van de Nederlandsche Mijnexploratie en Exploitatiemaatschappij. Aan de Lawa, in het binnenland op de grens met Frans-Guiana, werd Benzdorp naar hem vernoemd. Dat dorp beleefde in de jaren 1905-1910 zijn hoogtepunt in de goudwinning in Suriname. Het lag in de bedoeling van gouverneur Cornelis Lely dat Benzdorp via de Lawaspoorweg met Paramaribo verbonden zou worden.
Benz vertegenwoordigde vanaf 1934 Sarakreek Goudvelden NV, die aan de Lawa de terreinen van Savitsky ter grootte van 120 km² had overgenomen, en vanaf september 1939 was hij daarnaast commissaris van J.F.D. Haenen NV. Hij was stemgerechtigd voor het grootbedrijf bij de Kamer van Koophandel en Fabrieken.
Op 5 oktober 1922 werd hij erkend als consul van Noorwegen in Paramaribo en op 4 april 1939 als viceconsul van het Verenigd Koninkrijk met goedkeuring van de Britse consul in Caracas. Zijn zoon, Charles Henry Benz, volgde hem in april 1956 op als Brits viceconsul en in 1962 als consul van Noorwegen.
Benz was gehuwd met Edith Amy Ewens. Hij woonde met zijn gezin aan de Kromme Elleboogstraat 9, dat bekend is gebleven als het Benz-huis. In 1955 werd hij benoemd tot Ridder in de Orde van Oranje-Nassau.